# Temporada de tifones del Pacífico de 2019
La temporada de tifones del Pacífico de 2019 fue un evento anual en el cual ciclones tropicales se forman en el océano Pacífico oeste. La temporada permanecerá activa durante este año con mayor frecuencia entre mayo y noviembre. El enfoque de este artículo está limitado para el océano Pacífico al norte del ecuador entre el meridiano 100° este y el meridiano 180°.
La temporada fue muy activa en el promedio pero notable desde 2012. La primera tormenta nombrada de la temporada, Pabuk, se desarrolló el 31 de diciembre de 2018 considerándose como la tormenta más tempranero en la cuenca. El primer tifón de la temporada, Wutip, alcanzó el estatus de tifón el 20 de febrero. El 23 de febrero se convirtió en un súpertifón, convirtiéndose en el tifón más fuerte registrado en el mes febrero y el más fuerte en el hemisferio norte en el mismo mes. Otra tormenta notable, el tifón Lekima, se convirtió en el segundo tifón más costoso en la historia de China, detrás del tifón Fitow de 2013. El tifón Hagibis se convirtió en uno de los ciclones tropicales más costosos en la historia japonesa. El tifón Halong se convirtió en el tifón más fuerte de la temporada y también en el ciclón tropical más fuerte del mundo en 2019. Dos de estos ciclones, Lekima y Hagibis, así como otra tormenta notable, el tifón Faxai, fueron responsables de la mayoría del daño catastrófico atribuido al temporada, sumando $32,4 mil millones de dólares solo por esas tres tormentas. El tifón Mitag también fue responsable de casi mil millones de dólares en daños, sumando hasta $816 millones de dólares. El último ciclón tropical registrado fue el tifón Phanfone, disipado el 27 de diciembre de 2019 después de tocar tierra en Filipinas.
Dentro del océano Pacífico noroccidental, hay dos agencias quienes de forma separada asignan nombres a los ciclones tropicales de los cuales resultan en un ciclón con dos nombres. La Agencia Meteorológica de Japón nombra un ciclón tropical en el que se basarían en la velocidad de vientos sostenidos en 10 minutos de al menos 65 km/h, en cualquier área de la cuenca. Mientras que el Servicio de Administración Atmosférica, Geofísica y Astronómica de Filipinas (PAGASA) asigna nombres a los ciclones tropicales los cuales se mueven dentro o forma de una depresión tropical en el área de responsabilidad localizados entre 135° E y 115° E y también entre 5°-25° N, sí el ciclón haya tenido un nombre asignado por la Agencia Meteorológica de Japón. Las depresiones tropicales, que son monitoreadas por el Centro Conjunto de Advertencia de Tifones de Estados Unidos, son numerados agregándoles el sufijo "W".

## Resumen de la temporada
La primera mitad del año estuvo considerablemente inactiva, con la apertura de 2019 con el activo depresión tropical Usman justo al sur de Vietnam. El sistema, poco después, se fortaleció en la tormenta tropical Pabuk, que se convirtió en la primera tormenta nombrada de la temporada. Cuatro días después, Pabuk tocó tierra en Tailandia y salió de la cuenca y entró en la Bahía de Bengala. En ese mismo mes, la depresión tropical 01W (Amang) afectó al este de Filipinas y provocó lluvias torrenciales. La siguiente tormenta llamada, tifón Wutip, se convirtió en un súper tifón equivalente a la categoría 5 y se convirtió en el tifón de febrero más poderoso registrado, superando al Tifón Higos en 2015. Varias depresiones tropicales se han desarrollado durante los meses de marzo a mayo, sin embargo, ninguna se ha convertido en tormentas con nombre. El mes de junio fue inusualmente tranquilo con la siguiente tormenta llamada, Sepat, que alcanzó su punto máximo como tormenta tropical, afectó a Japón continental con vientos racheados y un tornado. La tormenta tropical Sepat, sin embargo, solo fue clasificada como tormenta subtropical por el Centro Conjunto de Advertencia de Tifones.
En julio, cuatro tormentas con nombre desarrollaron y afectaron la tierra: Mun, que afectó al sur de China, Danas y Nari, que afectó a Japón continental, y Wipha, que también afectó al sur de China. Sin embargo, ninguna de las tormentas alcanzó la intensidad del tifón, lo cual es muy raro en el mes de julio. En agosto, la actividad tropical comenzó a aumentar con el desarrollo de tres tifones simultáneos. El tifón Francisco afectó a Japón y la península de Corea. El tifón Lekima alcanzó la intensidad de súper tifón equivalente a la categoría 4 al este de Taiwán y tocó tierra en Zhejiang, en el este de China. Lekima trajo daños totales de $9.28 mil millones, convirtiéndolo en el quinto tifón más costoso y el tifón más costoso en China. El tifón Krosa se formó como un tifón de categoría 3 y tocó tierra en Japón como una tormenta tropical severa. Las tormentas tropicales Bailu y Podul afectaron a Taiwán y Filipinas, respectivamente, así como al sur de China, pero causaron daños mínimos.
A finales de agosto, se formaron dos tifones, ambos persistentes hasta septiembre. Ambos afectaron la tierra y ambos alcanzaron la intensidad equivalente de categoría 4. Uno de ellos fue Lingling, que golpeó la península de Corea. El otro fue Faxai, que causó daños catastróficos cuando tocó tierra en Japón. El costo del daño se estima en $8.12 mil millones. Varias otras depresiones se formaron en septiembre, pero solo una de ellas fue oficialmente nombrada "Peipah" por la Agencia Meteorológica de Japón. La tormenta se mantuvo en el mar. Otra depresión fue nombrada Marilyn por la PAGASA, pero no fue nombrada por la Agencia Meteorológica de Japón. A mediados de septiembre, se formó otro tifón y se llamó "Tapah". El sistema afectó a Taiwán, Corea del Sur y el oeste de Japón, pero causó daños menores. A finales de septiembre, Mitag también se intensificó a un tifón, impactó a Taiwán y Corea del Sur y causó daños moderados.
A principios de octubre, el tifón Hagibis se formó y finalmente se intensificó a un súper tifón equivalente a la categoría 5. La tormenta golpeó a Japón y empeoró la situación aún más a medida que el país se recuperaba para Faxai. El costo del daño alcanzó los $ 15 mil millones, lo que lo convierte en uno de los segundos tifones más costosos que jamás haya afectado a la nación. A mediados de octubre, se formaron las tormentas tropicales Neoguri y Bualoi, y ambas se convirtieron en tifones. Los pronósticos originales para Neoguri eran solo para que alcanzara el estado de depresión tropical, pero las condiciones favorables le permitieron alcanzar un pico en la Categoría 2. Bualoi también entró en aguas favorables y alcanzó su punto máximo en una tormenta de Categoría 4.
En noviembre, la tormenta tropical severa Matmo se formó en el Mar del Sur de China y luego se regeneró en el Océano Índico Norte como el ciclón Bulbul. Luego se formó el tifón más fuerte llamado "Halong" cerca de Micronesia, pero nunca tocó tierra. El tifón Nakri trajo mucha lluvia a Filipinas, inundando el estado de Isabela. El tifón Fengshen se formó pero nunca afectó la tierra. El tifón Kalmaegi fue un tifón errático que trajo más miseria en Filipinas después de Nakri, y junto a la tormenta tropical severa Fung-wong, pero nunca afectó a la tierra. Después de que Fung-wong se disipó, un nuevo sistema se convirtió en la tormenta tropical Kammuri, y se intensificó rápidamente para convertirse en un tifón. El tifón Kammuri (2019) tocó tierra como un tifón de categoría 4 en la región de Bicol y causó daños por P5.3 mil millones a fines de noviembre, y después de la devastación de Filipinas se disipó en el Mar del Sur de China debido a la intensa cizalladura del viento.
La primera quincena de diciembre fue relativamente tranquila, hasta que el tifón asesino Kammuri fue sucedido por otra tormenta poderosa que se formó en el Pacífico, intensificándose en el tifón Phanfone (2019) y golpeando a Filipinas en Navidad, causando daños generalizados e inundaciones.

## Ciclones tropicales

### Tormenta tropical Pabuk
Una perturbación tropical formada en la parte sur del mar de China Meridional el 28 de diciembre de 2018, y absorbió los remanentes de la depresión tropical 35W (Usman) el 30 de diciembre. Bajo una cizalladura vertical del viento elevada, el área de baja presión permaneció desorganizada hasta el 31 de diciembre, cuando la Agencia Meteorológica de Japón (JMA) y el Centro Conjunto de Advertencia de Tifones (JTWC) la elevaron a una depresión tropical. Como fue designado 36W por el Centro Conjunto de Advertencia de Tifones, fue extraoficialmente el último sistema de la temporada de tifones en el Pacífico de 2018. Alrededor de las 06:00 UTC del 1 de enero de 2019, se actualizó a la primera tormenta tropical de la temporada de tifones de 2019 y la Agencia Meteorológica de Japón la llamó Pabuk, superando a tifón Alice en 1979 para convertirse en la tormenta tropical de formación más temprana del océano Pacífico noroccidental en grabar. En ese momento, Pabuk estaba a unos 650 km (405 millas) al sureste de la Ciudad Ho Chi Minh, Vietnam, y avanzaba lentamente hacia el oeste con un centro de circulación de bajo nivel parcialmente expuesto.
En condiciones marginales que incluyen temperaturas cálidas de la superficie del mar, excelente salida hacia el polo pero fuerte cizalladura vertical del viento, Pabuk luchó por intensificarse durante más de dos días hasta que aceleró de oeste a noroeste y entró en el golfo de Tailandia el 3 de enero, donde la cizalladura vertical del viento fue ligeramente más débil. Se convirtió en la primera tormenta tropical en el golfo desde Muifa en 2004. Además, trató de formar un ojo revelado por imágenes de microondas. El 4 de enero, el Departamento Meteorológico de Tailandia informó que Pabuk había tocado tierra en Pak Phanang, Nakhon Si Thammarat a las 12:45 TIC (05:45 UTC), aunque otras agencias indicaron un aterrizaje con una intensidad máxima entre las 06:00 y las 12:00 UTC. Pabuk se convirtió en la primera tormenta tropical que tocó tierra en el sur de Tailandia desde la tormenta tropical severa Linda en 1997. Poco después de las 12:00 UTC, la Agencia Meteorológica de Japón emitió el último aviso completo para Pabuk cuando salía de la cuenca.
Una de las islas en el sur de Tailandia, Koh Samui, parece haberse salvado de la mayor parte de la tormenta sin muertes confirmadas. Las playas estaban cerradas, pero incluso con el mal tiempo acercándose, los turistas en la popular isla en el golfo de Tailandia continuaron visitando bares y restaurantes que les abastecían.
En Vietnam, Pabuk causó una muerte, y las pérdidas se estimaron en 27.870 millones de euros (1,2 millones de dólares). Ocho personas en Tailandia fueron asesinadas, y las pérdidas estimadas en el país estaban a punto ฿ 3,2 mil millones (US $ 100 millones). Pabuk también mató a uno en Malasia.

### Depresión tropical 01W (Amang)
El Centro Conjunto de Advertencia de Tifones mejoró una perturbación al norte de Bairiki a una depresión tropical con la designación 01W a fines del 4 de enero y esperaba cierta intensificación. pero no logró desarrollarse y el Centro Conjunto de Advertencia de Tifones lo rebajó nuevamente a una perturbación el 6 de enero. El sistema continuó a la deriva hacia el oeste durante dos semanas sin desarrollo. El 19 de enero, la Agencia Meteorológica de Japón mejoró el área de baja presión a una depresión tropical cuando ya estaba ubicada a unos 200 km (120 mi) al oeste de Palaos.
La depresión provocó indirectamente deslizamientos de tierra e inundaciones repentinas en Dávao Oriental, matando a 2 y dejando 1 desaparecido. Las pérdidas financieras se ubicaron en PH₱ 2.73 millones (US$ 51,800)..

### Tifón Wutip (Betty)
Un área de baja presión se formó al sur de las Islas Marshall el 16 de febrero. Luego comenzó a organizarse gradualmente mientras se movía hacia el oeste, al sur de los Estados Federados de Micronesia. La Agencia Meteorológica de Japón (JMA) lo cambió a una depresión tropical el 18 de febrero, y el Centro Conjunto de Advertencia de Tifones (JTWC) lo siguió al día siguiente. Para el 20 de febrero, la depresión tropical se había intensificado en una tormenta tropical, recibiendo el nombre de Wutip de la Agencia Meteorológica de Japón. Para el 21 de febrero, Wutip se convirtió en una tormenta tropical severa, antes de intensificarse en un tifón más tarde ese día. El 23 de febrero, Wutip se intensificó aún más, alcanzando su intensidad máxima inicial como un supertifón equivalente en la categoría 4 con vientos sostenidos máximos de 10 minutos de 185 km/h (115 mph), vientos sostenidos de 1 minuto de 250 km/h (155 mph), y una presión mínima de 925 hPa (mbar), mientras se pasa al suroeste de Guam, superando al tifón Higos de 2015 como el tifón más fuerte registrado en febrero. Wutip se sometió a un ciclo de reemplazo de la pared del ojo poco después, debilitándose en intensidad a medida que lo hacía. 
El tifón finalizó su ciclo de reemplazo de la pared del ojo el 24 de febrero y, a principios del 25 de febrero, Wutip alcanzó su intensidad máxima como un supertifón equivalente a la categoría 5, con vientos sostenidos máximos de 10 minutos de 195 km/h (120 mph), 1- vientos sostenidos por minuto de 260 km/h (160 mph) y una presión central mínima de 915 hPa (mbar). El 26 de febrero, Wutip entró en un ambiente hostil con moderada cizalladura vertical del viento (VWS) y comenzó a debilitarse. Al mismo tiempo haciendo otro giro hacia el oeste, al día siguiente, Wutip se debilitó hasta convertirse en una depresión tropical y perdió la mayor parte de su convección. El 28 de febrero, PAGASA le dio a Wutip el nombre de "Betty" cuando la tormenta entró en el mar de Filipinas. Poco después, Wutip entró en un ambiente más hostil, con cizalladura vertical del viento muy alta (40-50 nudos (45-60 mph; 75-95 km/h) y temperaturas más bajas en la superficie del mar, y la tormenta se debilitó rápidamente hasta que se disipó el 2 de marzo.
Las estimaciones preliminares de daños en Guam fueron de US $ 1.3 millones (2019 USD).

### Depresión tropical 03W (Chedeng)
El 14 de marzo, se formó la depresión tropical 03W sobre los Estados Federados de Micronesia. Durante los siguientes días, el sistema se desvió hacia el oeste, mientras se organizaba gradualmente. A principios del 17 de marzo, la depresión tropical entró en el área de responsabilidad de PAGASA en el mar de Filipinas y, en consecuencia, la agencia asignó el nombre de Chedeng a la tormenta, poco antes de tocar tierra en Palaos. A las 5:30 PST del 19 de marzo, Chedeng tocó tierra en Malita, Dávao Occidental. Chedeng se debilitó rápidamente después de tocar tierra en Filipinas, degenerando en un remanente bajo el 19 de marzo. Los remanentes de Chedeng continuaron debilitándose mientras avanzaban hacia el oeste, disipándose sobre el sur del mar de Sulu el 20 de marzo.

### Tormenta tropical Sepat (Dodong)
El 17 de junio de 2019, la Agencia Meteorológica de Japón inició avisos sobre una depresión tropical que se formó sobre las Islas Carolinas. Al día siguiente, la depresión tropical se curvó hacia el este, antes de detenerse en el Pacífico abierto. El 21 de junio, la depresión tropical reanudó un lento movimiento hacia el noroeste. A las 19:00, hora estándar de Filipinas (07:00 UTC), el 22 de junio, la depresión tropical entró en el área de responsabilidad de PAGASA en el mar de Filipinas, al estenoreste de Guiuan; sin embargo, PAGASA no reconoció la tormenta como una depresión tropical. Durante los siguientes dos días, la tormenta tomó un rumbo hacia el noreste, pasando cerca de Luzón el 24 de junio. A principios del 25 de junio, la depresión tropical se fortaleció lo suficiente como para que PAGASA reconociera la tormenta como un ciclón tropical, y la agencia asignó el nombre de Dodong a la tormenta. Más tarde ese día, Dodong comenzó a girar lentamente hacia el noreste, después de pasar al noreste de Luzón. A principios del 27 de junio, la tormenta comenzó a acercarse al continente japonés desde el sur. El 27 de junio, el sistema se convirtió en una tormenta tropical al llegar a la costa sur de Japón, y la Agencia Meteorológica de Japón lo llamó Sepat. Ese día, Sepat siguió hacia el este a lo largo de la costa sur de Japón. El 28 de junio, el sistema hizo la transición a un ciclón extratropical.

### Depresión tropical 04W (Egay)
A principios del 27 de junio, se formó una depresión tropical al suroeste de las Islas Marianas. Alrededor de las 21:00 hora estándar de Filipinas (09:00 UTC), la depresión tropical entró en el área de responsabilidad de PAGASA en el Mar de Filipinas, aunque PAGASA no reconoció el sistema como un ciclón tropical en ese momento. El 28 de junio, el Centro Conjunto de Advertencia de Tifones inició avisos en el sistema y le dio el identificador 04W. Al día siguiente, PAGASA nombró a la depresión tropical "Egay" y el JTWC inició advertencias sobre Egay como tormenta tropical. El 30 de junio, la depresión tropical Egay encontró fuertes vientos en el mar de Filipinas y comenzó a debilitarse poco después. El 1 de julio, Egay giró hacia el noroeste y llegó a la costa sur de Taiwán, y tanto la PAGASA como el Centro Conjunto de Advertencia de Tifones emitieron sus advertencias finales sobre la tormenta que se debilitaba; Egay degeneró en un remanente bajo ese día. Después, Egay pasó sobre el norte de Taiwán y continuó su movimiento hacia el norte, antes de disiparse al día siguiente, justo frente a la costa de China.

### Tormenta tropical Mun
El 1 de julio, un área de baja presión organizada en una depresión tropical se formó en el Mar del Sur de China, cerca de Hainan y las Islas Paracel. El sistema se organizó gradualmente mientras se desplazaba hacia el este. Al día siguiente, la depresión tropical se convirtió en una tormenta tropical, y la Agencia Meteorológica de Japón llamó a la tormenta Mun. Más tarde ese día, la tormenta tropical Mun tocó tierra en la isla de Hainan. Sin embargo, el Centro Conjunto de Advertencia de Tifones todavía reconoció a Mun como una depresión monzónica y no lo convirtió en un ciclón tropical para otro día. A fines del 3 de julio, después de que la tormenta casi había cruzado el Golfo de Tonkin hacia la costa de Vietnam, el Centro Conjunto de Advertencia de Tifones actualizó la tormenta al estado de tormenta tropical e inició advertencias en el sistema, afirmando que Mun se había organizado lo suficiente como para ser considerado un ciclón tropical. Entre las 4:30–5:00 a. m. ICT el 4 de julio (21: 30–22: 00 UTC el 3 de julio), Mun tocó tierra en la provincia de Thái Bình en el norte de Vietnam. Después, Mun se movió tierra adentro mientras se debilitaba, antes de disiparse tarde el 4 de julio.
Un puente en el distrito de Tĩnh Gia fue dañado por la tormenta, que mató a dos personas y dejó tres heridos. El daño de un poste eléctrico en el distrito de Trấn Yên fue de ₫5.6 billones (US $240,000).

### Otras sistemas
- JMA DT 05: El 2 de mayo, se formó un área de baja presión sobre las islas Yap. El 7 de mayo, la Agencia Meteorológica de Japón actualizó el área de baja presión a una depresión tropical. El 8 de mayo, la depresión tropical se disipó y la Agencia Meteorológica de Japón emitió su último aviso sobre el sistema.
- JMA DT 06: El 10 de mayo, otra depresión tropical se formó al este de Mindanao, y la Agencia Meteorológica de Japón inició avisos sobre la tormenta. Temprano al día siguiente, la depresión tropical comenzó a debilitarse, después de encontrar condiciones hostiles mientras continuaba su camino hacia el oeste. El 11 de mayo, la depresión tropical se disipó hacia el este de Mindanao.
- JMA DT 07: El 7 de mayo, se formó una depresión tropical cerca de la parte suroeste de Micronesia. Durante los siguientes días, el sistema se desvió lentamente hacia el oeste, mientras fluctuaba en intensidad. El 9 de mayo, la depresión tropical experimentó un cierto debilitamiento. La tendencia de debilitamiento se reanudó el 12 de mayo, a medida que el sistema se desplazaba hacia el noroeste. Más tarde, el mismo día, la depresión tropical degeneró en un remanente bajo. Sin embargo, seis horas después, el 13 de mayo, el sistema se regeneró en una depresión tropical y la Agencia Meteorológica de Japón reinició los avisos sobre la tormenta. El 15 de mayo, la depresión tropical degeneró en un remanente bajo una vez más. A las 12:00 UTC del 16 de mayo, los restos de la tormenta se disiparon.
- JMA DT 09: El 26 de junio, se formó una depresión tropical en el mar de China Oriental, cerca de las islas Ryukyu. El sistema se organiza gradualmente mientras se mueve hacia el nornoreste. Sin embargo, el sistema encontró condiciones hostiles más tarde ese día, degenerando en un remanente a las 18:00 UTC del mismo día, mientras se acercaba a la península coreana. Al día siguiente, los remanentes de la tormenta se absorbieron en la circulación de la depresión tropical Dodong.

## Nombres de los ciclones tropicales
Dentro del océano Pacífico noroccidental, ambos la JMA y PAGASA asigna nombres a los ciclones tropicales que se forman en el Pacífico occidental, los cuales resultan en un ciclón tropical con dos nombres. El Centro Meteorológico Regional Especializado de la Agencia Meteorológica de Japón - Typhoon Center asigna nombres internacionales a ciclones tropicales en nombre del comité de tifones de la Organización Meteorológica Mundial, deben de ser revisados si tienen una velocidad de vientos sostenidas en 10 minutos de 65 km/h. Los nombres de ciclones tropicales muy destructivos son retirados, por PAGASA y el Comité de Tifones. En caso de que la lista de nombres para la región filipina se agote, los nombres serán tomados de una lista auxiliar en el cual los primeros diez son publicados en cada temporada. Los nombres no usados están marcados con gris y los nombres en negrita son de las tormentas formadas.

### Nombres internacionales
Los ciclones tropicales son nombrados de la siguiente lista del Centro Meteorológico Regional Especializado en Tokio, una vez que alcanzan la fuerza de tormenta tropical. Los nombres son aportados por miembros de la ESCAP/WMO Typhoon Committee. Cada miembro de las 14 naciones o territorios contribuyen con 10 nombres, que se usan en orden alfabético, por el nombre del país en inglés (por ejemplo; China, Estados Federados de Micronesia, Japón, Corea del Sur, Estados Unidos, etc.). Los siguientes 29 nombres son:
| - Pabuk (1901) - Wutip (1902) - Sepat (1903) - Mun (1904) - Danas (1905) - Nari (1906) - Wipha (1907) - Francisco (1908) | - Lekima (1909 - Krosa (1910) - Bailu (1911) - Podul (1912) - Lingling (1913) - Kajiki (1914) - Faxai (1915) - Peipah (1916) | - Tapah (1917) - Mitag (1918) - Hagibis (1919) - Neoguri (1920) - Bualoi (sin usar) | - Matmo (sin usar) - Halong (sin usar) - Nakri (sin usar) - Fengshen (sin usar) - Kalmaegi (sin usar) - Fung-wong (sin usar) |

### Filipinas
La PAGASA usa sus propios nombres para los ciclones tropicales en su área de responsabilidad. Ellos asignan nombres a las depresiones tropicales que se formen dentro de su área de responsabilidad y otro ciclón tropical que se mueva dentro de su área de responsabilidad. En caso de que la lista de nombres dadas a un año sean insuficientes, los nombres de la lista auxiliar serían tomados, los primeros diez de los cuales son publicados cada año antes que la temporada empiece. Los nombres no retirados serán usados en la temporada del 2023. Esta es la misma lista usada en la temporada del 2015, con la excepción de Liwayway y  Nimfa que reemplazaron a Lando y Nona. Los nombres no usados están marcados con gris.
| - Amang - Betty - Chedeng - Dodong - Egay | - Falcon - Goring - Hanna - Ineng - Jenny | - Kabayan - Liwayway - Marilyn - Nimfa - Onyok | - Perla - Quiel (sin usar) - Ramón (sin usar) - Sarah (sin usar) - Tisoy (sin usar) | - Ursula (sin usar) - Viring (sin usar) - Weng (sin usar) - Yoyoy (sin usar) - Zigzag (sin usar) |

Lista auxiliar

| - Abe (sin usar) - Berto (sin usar) | - Charo (sin usar) - Dado (sin usar) | - Estoy (sin usar) - Felion (sin usar) | - Gening (sin usar) - Herman (sin usar) | - Idalia (sin usar) - Jaime (sin usar) |